# Schlammnestkrähen
Die Schlammnestkrähen (Corcoracidae, Syn.: Struthideidae), auch Drosselhäher, sind eine Familie der Singvögel (Passeri) innerhalb der Ordnung der Sperlingsvögel (Passeriformes), die in Australien vorkommen. Sie umfasst zwei Gattungen mit je einer Art, den Gimpelhäher (Struthidea cinerea) und die Drosselkrähe (Corcorax melanorhamphos).

## Merkmale

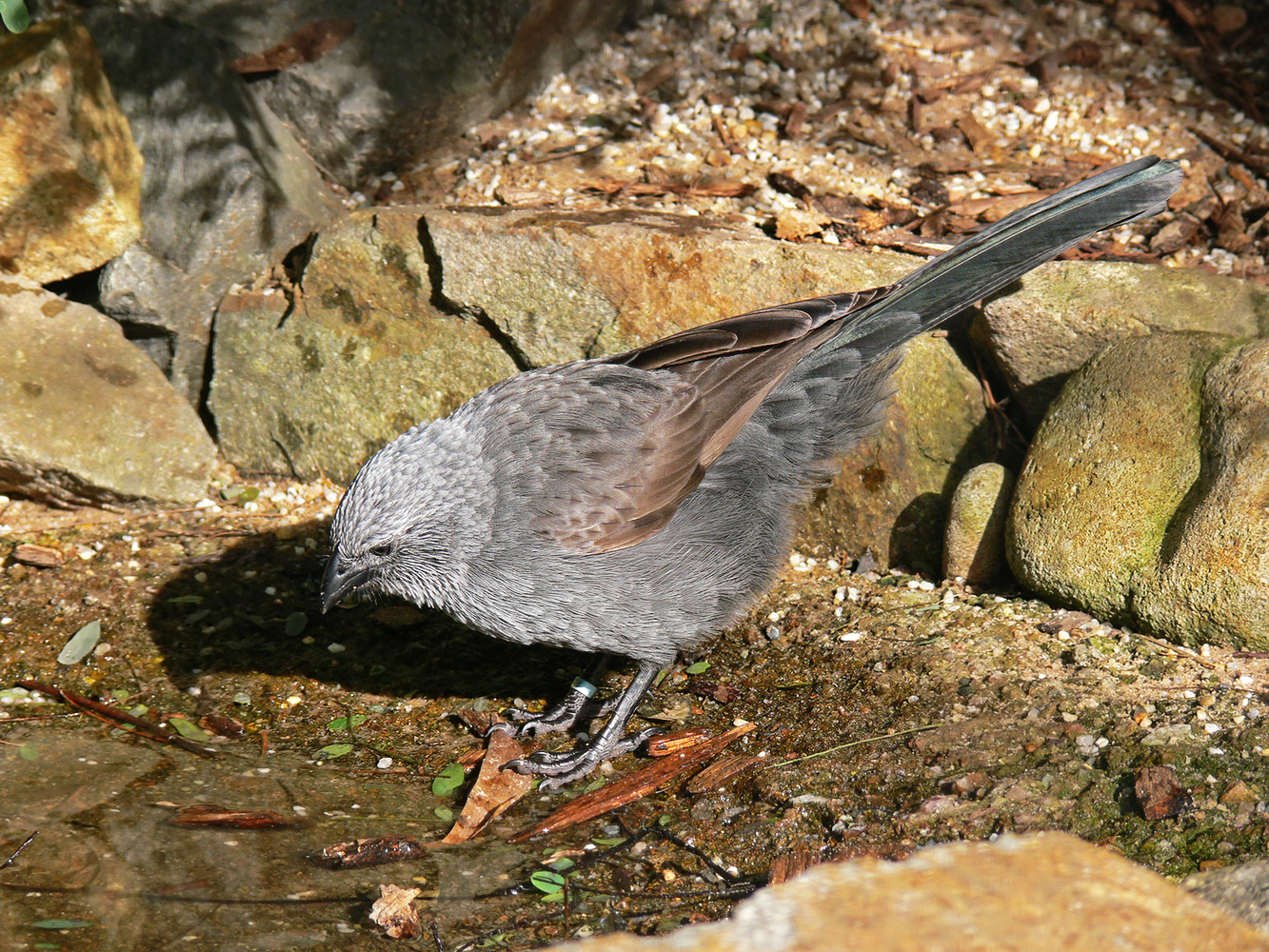
Der Gimpelhäher (Struthidea cinerea) ist kleiner als die Drosselkrähe

Die Drosselkrähe erreicht eine Größe von 47 cm, während der Gimpelhäher mit 33 cm beträchtlich kleiner ist. Das Gefieder ist entweder glänzend schwarz, wobei die Handschwingen weiß durchsetzt sind, oder mattgrau mit braunen Flügeln. Die Flügel sind mittellang, breit bei der Drosselkrähe und kürzer beim Gimpelhäher. Der Schwanz ist mittellang bei der Drosselkrähe und lang beim Gimpelhäher. Der mittellange Körper ist eiförmig mit einer allgemein waagerechten und krummen Haltung. Der mittellange Schnabel ist abwärts gekrümmt und gespitzt bei der Drosselkrähe und schwülstig, konisch und leicht abwärts gekrümmt beim Gimpelhäher. Die Drosselkrähe hat einen kleinen Kopf und einen mittelgroßen Hals, der Gimpelhäher einen großen Kopf und einen dicken kurzen Hals. Die Beine sind mittellang, die Füße mittel bis groß. Die Geschlechter ähneln sich.

## Verbreitungsgebiet
Sowohl bei der Drosselkrähe als auch beim Gimpelhäher werden eine Nominatform und eine weitere Unterart unterschieden:
- Corcorax melanorhamphos melanorhamphos (Vieillot, 1817) kommt in Ostaustralien bis zur Osthälfte von Queensland (südlich der Region der Clarke Range), südlich nach New South Wales (außer im Nordwesten), über Victoria (hauptsächlich im Norden der Great Dividing Range) bis in den Südosten von South Australia (insbesondere in den Mount Lofty Ranges) vor.
- Corcorax melanorhamphos whiteae Mathews, 1912 kommt auf der Eyre-Halbinsel und in den Mount Lofty Ranges vor.
- Das Verbreitungsgebiet von Struthidea cinerea cinerea Gould, 1837 erstreckt sich vom zentralen und südlichen Queensland über das innere New South Wales, das nördliche Victoria (entlang des Murray Rivers) bis ins östliche South Australia (hauptsächlich nördlich des Murray Rivers).
- Struthidea cinerea dalyi Mathews, 1923 kommt im nördlichen Northern Territory (hauptsächlich südlich des Roper Rivers) sowie in Nord- und im nördlichen Zentral-Queensland im Norden Australiens vor.

## Lebensraum
Die Drosselkrähe bewohnt verhältnismäßig offenes Waldland von den Tropen bis zur gemäßigten Zone Ostaustraliens. Der Gimpelhäher bevorzugt trockenere Lebensräume, die sich im westlichen Bereich seines Verbreitungsgebietes auf trockenes Buschland erstrecken.

## Nahrung
Die Nahrung der Schlammnestkrähen ist unterschiedlich. Sie besteht in den wärmeren Monaten hauptsächlich aus Insekten, Spinnentieren und anderen Wirbellosen. Weitere Nahrung umfasst Samen, kleine Wirbeltiere und wirbellose Wassertiere. Die Drosselkrähe und der Gimpelhäher suchen ihre Nahrung zum größten Teil auf dem Boden, wobei sie mit ihren Schnäbeln das Laub, herabgefallene Zweige und Äste oder anderes Material durchforsten.

## Sozial- und Fortpflanzungsverhalten

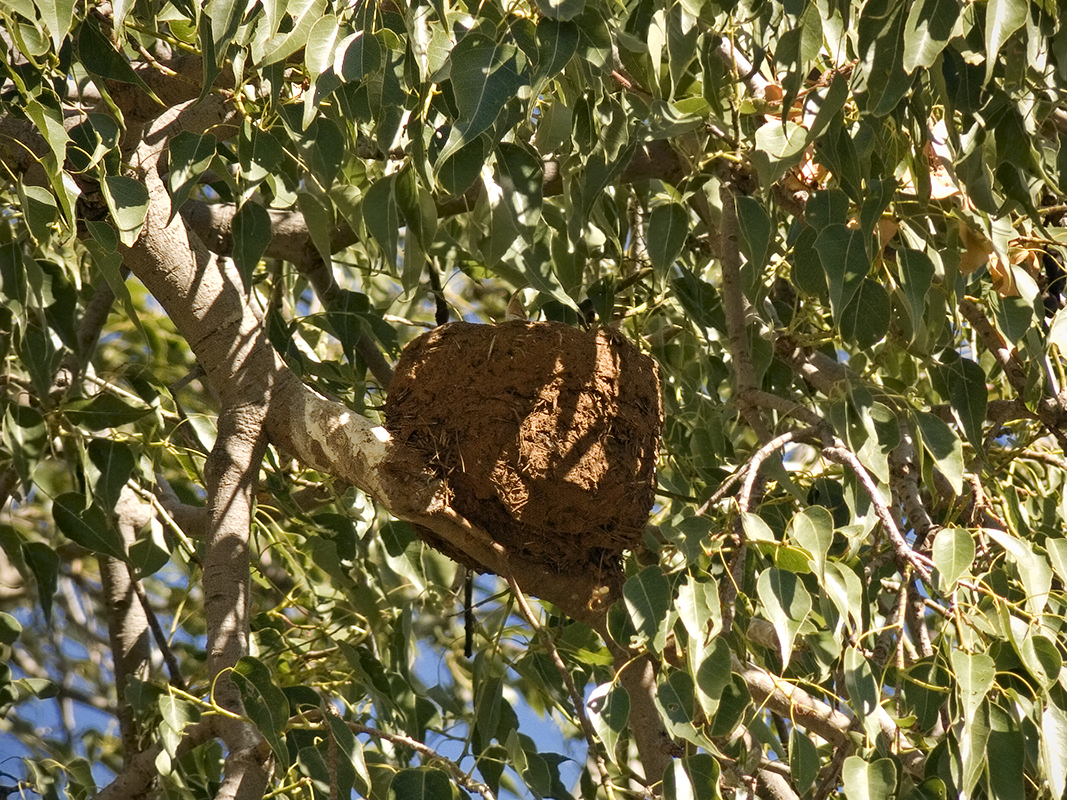
Schlammnest eines Gimpelhähers

Beide Arten sind monogame, kooperative Brutvögel. Sie bilden Gruppen von vier bis zu 20 Mitgliedern, die beim Brüten und bei der Jungenaufzucht mithelfen. Wie bei den meisten kooperativen Brutvögeln  wird das Brutpaar von Nachkommen aus vorangegangenen Bruten unterstützt. Im Gegensatz zu anderen kooperativen Brutvögeln, deren Helfer hauptsächlich aus männlichen Jungvögeln bestehen, verbleiben bei den Schlammnestkrähen sowohl die männlichen als auch die weiblichen Jungvögel bei der Gruppe. Beide Arten errichten tiefe napf- oder becherförmige Schlammnester, was ihnen den englischen Trivialnamen Australian mudnesters (Schlammnestbauer) eingebracht hat. In die Nestwänder wird Gras eingearbeitet. Das Nest befindet sich gewöhnlich auf einem breiten, waagerechten Ast. Der Nestbau kann mehrere Tage in Anspruch nehmen und die Nester können zu jeder Zeit im Jahr errichtet werden. Das Gelege besteht im Allgemeinen aus drei bis fünf Eiern. Sowohl Männchen als auch Weibchen beteiligen sich in allen Bereichen der elterlichen Fürsorge, darunter der Nesterrichtung, der Bebrütung der Eier und der Fütterung der Jungen. Die Bebrütung der Eier dauert 19 bis 20 Tage und die Jungen verlassen nach weiteren 18 bis 30 Tagen das Nest. Die vollständige Unabhängigkeit von den Eltern und den übrigen Gruppenmitgliedern erreichen sie nach etwa sechs Monaten.

## Systematik
Ursprünglich wurden der Familie nur die beiden monotypischen Gattungen Struthidea Gould, 1837 und Corcorax Lesson, 1831 zugeordnet:
- Corcorax Lesson, 1831
  - Drosselkrähe (Corcorax melanorhamphos (Vieillot, 1817))
    - Corcorax melanorhamphos melanorhamphos (Vieillot, 1817)
    - Corcorax melanorhamphos whiteae Mathews, 1912
- Struthidea Gould, 1837
  - Gimpelhäher (Struthidea cinerea Gould, 1837)
    - Struthidea cinerea cinerea Gould, 1837
    - Struthidea cinerea dalyi Mathews, 1923

Beide Gattungen sind morphologisch so unterschiedlich, dass sie zeitweise in die getrennten Familien Corcaracidae und Struthideidae klassifiziert wurden. Gregory Mathews beschrieb die Familie Struthideidae im Jahr 1924 und die Familie Corcaracidae im Jahr 1927. Während das Handbook of the Birds of the World der Familie Struthideidae den Vorrang gibt und Corcaracidae als Juniorsynonym betrachtet, wird sowohl beim International Ornithological Congress als auch in aktuellerer Literatur, z. B. David Winkler u. a.: Bird Families of the World (Lynx Edicions, 2015) die Verwendung des Namens Corcaracidae unterstützt. Da Corcorax melanorhamphos als Typusart der Familie betrachtet wird, entschied die ICZN im Jahr 2013 den Namen Corcaracidae für die Familie beizubehalten und die korrekte Schreibweise der Typusart mit melanorhamphos (anstatt melanoramphos) festzulegen.
Die nächsten Verwandten der Schlammnestkrähen sind die Paradiesvögel (Paradisaeidae), mit denen sie zusammen mit den Vertretern der Familie Melampittidae eine gemeinsame Klade bilden.